# Bundesstraße 38a
Die Bundesstraße 38a (Abkürzung: B 38a), auch Rhein-Neckar-Schnellweg genannt, ist eine Bundesstraße in Deutschland. Sie führt von Mannheim-Feudenheim nach Mannheim-Casterfeld und ist mit autobahnähnlichem Ausbau eine für den Straßenverkehr in Mannheim wichtige Osttangente.

## Verlauf

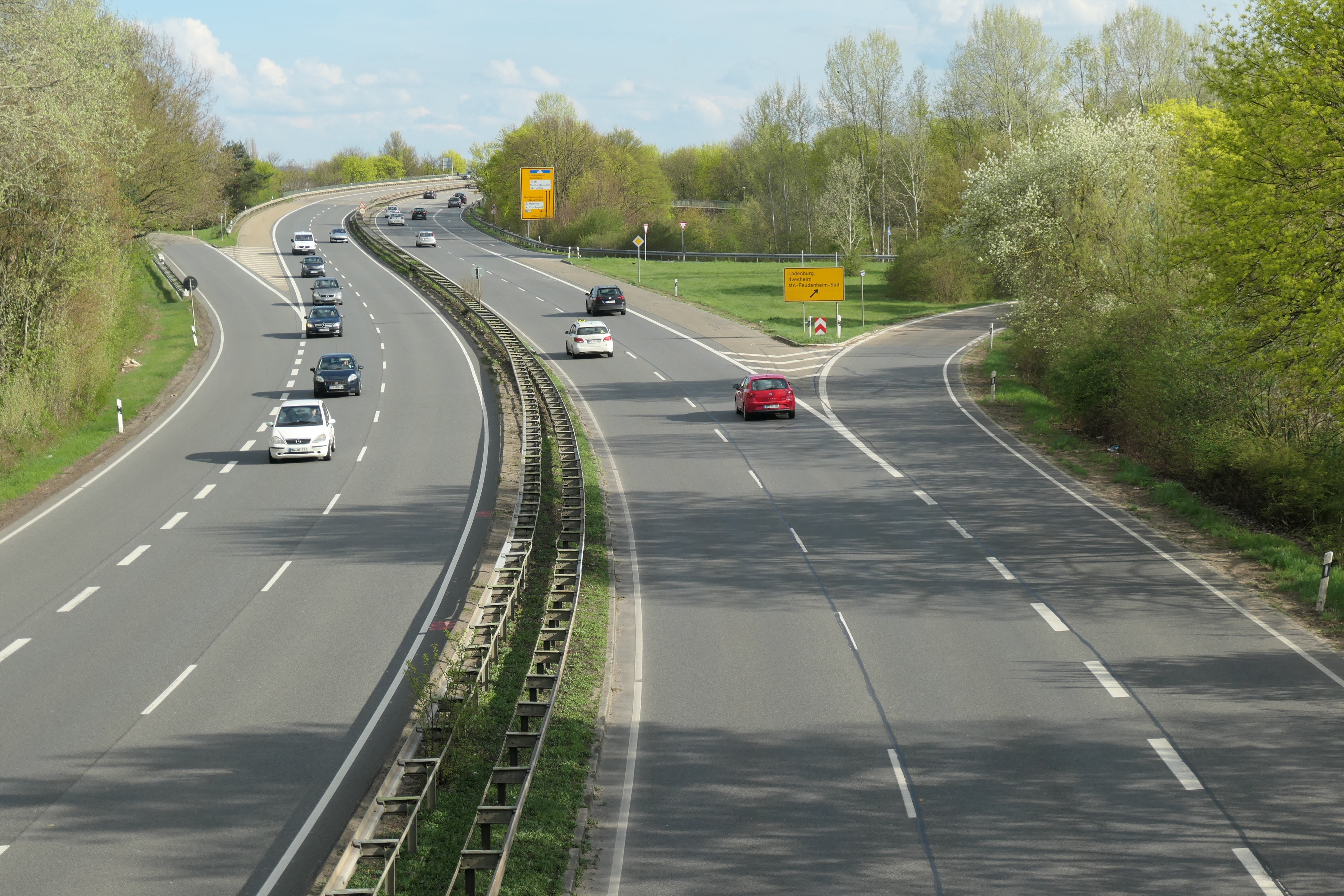
Auffahrt zur Carlo-Schmid-Brücke Richtung Mannheim-Neckarau

Die B 38a beginnt am Ortseingang von Mannheim-Feudenheim und führt in südliche Richtung, wo sie auf der in einem Bogen geführten Carlo-Schmid-Brücke den Neckar und die Gleise der Rhein-Neckar-Verkehr GmbH überquert, bevor sie am Flugplatz Mannheim und am Maimarktgelände vorbeiführt. Dann unterquert sie die A 656 an der als Autobahnkreuz ausgebauten Anschlussstelle Mannheim-Neckarau. Im weiteren Verlauf führt sie an der SAP-Arena vorbei, bevor sie mittels eines aufgeständerten Brückenbauwerks den Rangierbahnhof Mannheim überquert. Schließlich endet sie im Südosten Mannheims mit einer Anbindung an die B 36. Eine Verlängerung führt geradeaus Richtung Großkraftwerk zur Rheinfähre Altrip–Mannheim bzw. zum Rheinauhafen. Für die B 38a gilt auf der gesamten Strecke die LKW-Maut.

## Geschichte
Nach der Verkehrsentwicklung in den 1960er Jahren bestand ein großer Abstand zwischen den Neckarbrücken in der Innenstadt und der Neckarbrücke im weit im Osten gelegenen Stadtteil Mannheim-Seckenheim bzw. der Autobahn A 6. Die Lücke sollte mit einer neuen Brücke, die Teil eines mittleren Autobahnrings um Mannheim sein sollte, geschlossen werden, um als Tangente die Innenstadt von Verkehr zu entlasten.
Die B 38a wurde ab den 1970er Jahren in Abschnitten als autobahnähnliche Schnellstraße gebaut. Ende 1983 erfolgte die Freigabe des 2,3 Kilometer langen Teilstücks zwischen Rangierbahnhof und Casterfeldstraße (B 36) für den Verkehr, 1992 der kreuzungsfreie Anschluss an die B 36. 2002 wurde die kurze Verlängerung in den Rheinauhafen eröffnet, die auch die Rheinfähre Altrip-Mannheim anbindet.
Der eigentliche Ring, im Südwesten die Verlängerung über den Rhein zur B 9 sowie im Norden über die B 38 zur A 659, wurde nicht verwirklicht. Die linksrheinische Gemeinde Altrip und Naturschützer wehrten sich heftig gegen den Bau des Lückenschlusses. Auch die Stadt Ludwigshafen setzte sich nicht aktiv für die Trasse ein. Mittlerweile ist sie nicht mehr in Planung – so zum Bundesverkehrswegeplan 2015 nochmals bestätigt. Die ursprünglich angedachte Nordverlängerung durch das Landschaftsschutzgebiet „Feudenheimer Au“ Richtung B 38 und A 659 ist ebenfalls seit Jahren aus der Diskussion.